# Regalo di Natale
Regalo di Natale är en italiensk dramakomedifilm från 1986 i regi av Pupi Avati, med Carlo Delle Piane, Diego Abatantuono, Gianni Cavina, Alessandro Haber och George Eastman i huvudrollerna. Den utspelar sig på julafton och handlar om tre gamla vänner som bjuder in en fjärde man, en mystisk, välbärgad jurist, till ett parti poker, i hopp om att spela av juristen tillräckligt mycket pengar för att kunna reda ut sina personliga problem.
Filmen hade premiär vid filmfestivalen i Venedig 1986 där Delle Piane vann Volpipokalen för bästa manliga skådespelare. Abatantuono tilldelades Nastro d'argento för bästa manliga biroll. Filmen tilldelades David di Donatello för bästa originalsång och bästa ljud. År 2004 kom en uppföljare, La rivincita di Natale.

## Medverkande
- Carlo Delle Piane som Antonio Santelia
- Diego Abatantuono som Franco
- Alessandro Haber som Lele Bagnoli
- Gianni Cavina som Ugo Cavara
- George Eastman som Stefano Bertoni
- Kristina Sevieri som Martina
- Gianna Piaz som Adriana